# Edmond Amran El Maleh
Edmond Amran El Maleh (en árabe: ادمون عمران المالح) (30 de marzo de 1917 - 15 de noviembre de 2010) fue uno de los escritores marroquíes más conocidos.

## Biografía
El Maleh nació en Safi, Marruecos, de una familia judía de Safi. Se mudó a París en 1965, trabajando allí como periodista y profesor de filosofía.
Comenzó a escribir en 1980, a la edad de 63 años, viajando entre Francia y Marruecos. A pesar de su larga estancia en Francia, había dedicado toda su vida literaria a Marruecos. Desde 1999 hasta su muerte vivió en Rabat. Fue enterrado, según sus deseos, en el cementerio judío de Essaouira, Sus trabajos literarios eran en francés. 

## Obras
- Parques inmóviles (Maspero, 1983)
- Abner, Abnour (La Pensée sauvage / Le Fennec, 1996).
- Le café bleu. Zrirek (La pensée sauvage, 1999)
- Mille ans, un jour (Le Fennec, 1990 - André Dimanche, 2002 (1986))
- Le Retour d'Abou El Haki (La Pensée Sauvage, 1990).
- Jean Genet, Le Captif amoureux et autres essais (La Pensée sauvage / Toubkal, 1988)
- Aïlen ou la nuit du récit (La Découverte, 1983, réédité par André Dimanche, 2000)
- Parcours immobile (Maspéro, 1980 publicado por André Dimanche, 2001): Roman
- La maIle de Sidi Maâchou (Al Manar 1998)
- Essaouira Cité heureuse
- Une femme, une mère (éditions Lixus, Tanger 2004)

## Sobre su trabajo
Después de su primera novela, Le parcours immobile (1983), publicó otras siete novelas y un libro sobre la pintura de Cherkaoui.
En 1996 recibió el Gran Premio de Marruecos por su trabajo. La traducción de 'Edmond Amran El Maleh, "Le retour d'Abou El Haki" (éditions la Pensée sauvage) de Hassan Bourkia recibió un premio especial del ministro de cultura Mohammed Achaari en 2005.
Referencias

## Otras lecturas
- Bou'Azza Ben'Achir, Cheminements d'une écriture (1997). 238 páginas. ISBN 2-7384-5217-5
- Vogl, Mary B., 2003, "Fue y no fue así: Edmond Amran El Maleh recuerda a Marruecos", Revista Internacional de Estudios Francófonos 6.2, 71–85.
- "Taksiat", relato breve de la colección Abner Abounour de Edmond Amran El Maleh, reimpreso con un inglés traducido por Lucy R. McNair, Estudios / Sitios en francés y francés contemporáneos, abril de 2007, vol. 11, número 2. En el mismo número, una entrevista con el pintor marroquí Yamou con referencia a El Maleh.